# Erstfeld
Erstfeld é uma comuna da Suíça, no Cantão Uri, com cerca de 3 787 habitantes. Estende-se por uma área de 59,75 km², de densidade populacional de 65 hab/km². Confina com as seguintes comunas: Attinghausen, Gurtnellen, Schattdorf, Silenen, Wassen. A língua oficial nesta comuna é o Alemão.

## História

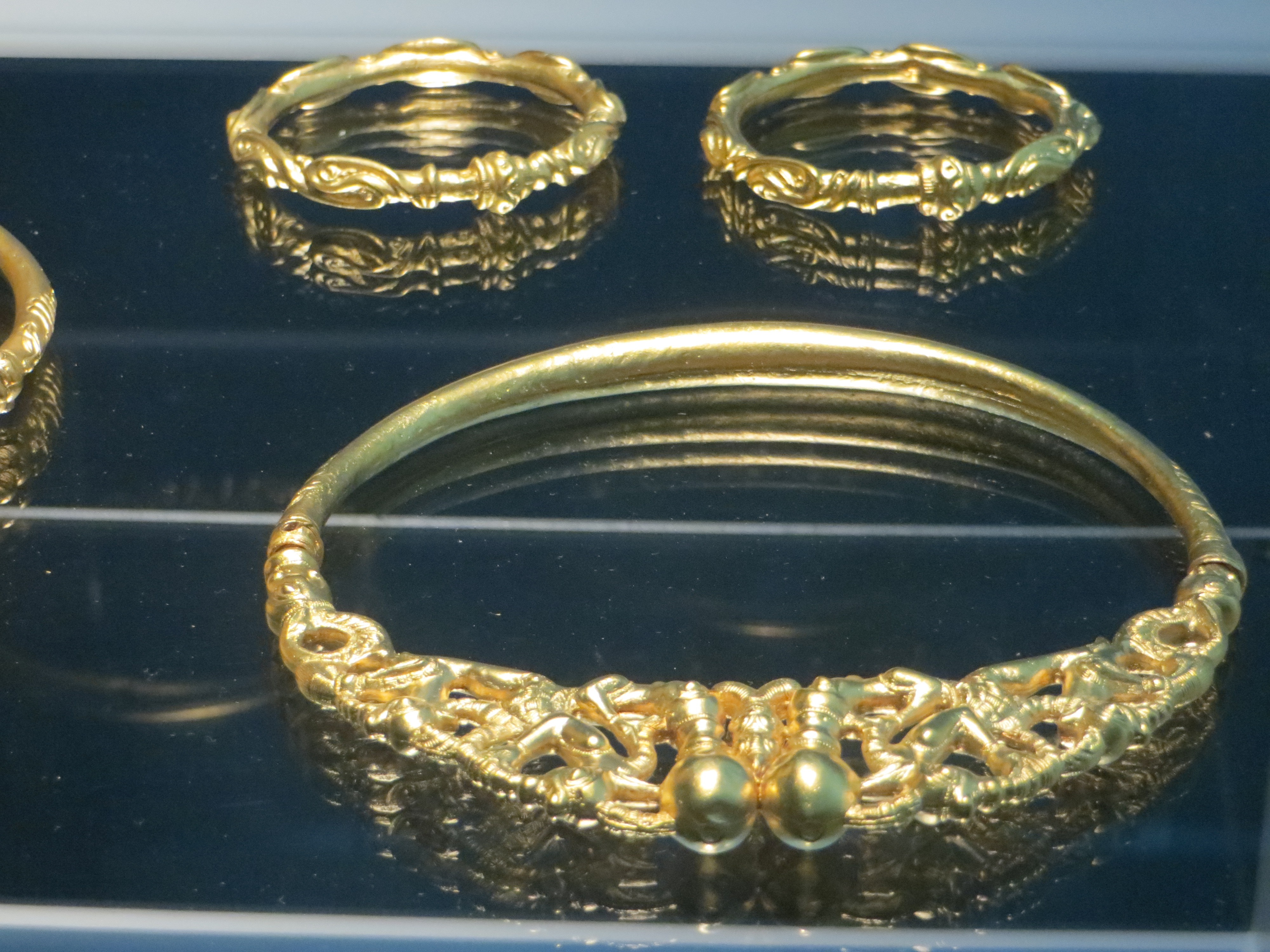
Um tesouro de torques encontrado em Erstfeld pode ser visto no Museu Nacional Suíço em Zurique

Em 1962, uma coleção de quatro torques de ouro e três argolas de ouro foi descoberta perto de Erstfeld. Embora a data exata de origem seja desconhecida, é provável que sejam do século 4 a.C. Os anéis de ouro quase puro foram descobertos sob 9 metros (30 pés) de detritos de deslizamentos de terra. Os anéis mostram motivos e desenhos celtas e exibem um alto nível de habilidade. Embora seu propósito seja desconhecido, uma teoria é que eram oferendas feitas para celebrar a travessia segura dos Alpes.
Erstfeld foi mencionado pela primeira vez em 1258 como Ourzcvelt. Em 1638, foi listado com o nome latino em Protocampis. Em 1831 era conhecido como Hirschfelden.